# Jules Verbrugge
Jules Verbrugge (27 ottobre 1886 – 22 febbraio 1921) è stato un calciatore francese, di ruolo attaccante.

## Carriera

### Nazionale
Ha collezionato 4 presenze con la propria Nazionale.